# Усть-Обор
Усть-Обор — село в Петровск-Забайкальском районе Забайкальского края России. Административный центр сельского поселения «Усть-Оборское».

## География
Село расположено на правом берегу реки Хилок (в устье реки Обор), в 66 км к юго-западу от районного центра — города Петровск-Забайкальского.

## Население
| 1989 | 2002 | 2010 | 2012 | 2013 | 2014 | 2015 |
| ---- | ---- | ---- | ---- | ---- | ---- | ---- |
| 795  | ↗852 | ↘836 | ↘806 | ↘786 | ↘769 | ↘747 |
| 2016 | 2017 | 2018 | 2019 | 2020 | 2021 |      |
| ↘736 | ↘726 | ↘715 | ↘699 | ↘672 | ↗761 |      |

## Инфраструктура
В селе имеются средняя общеобразовательная школа (с 1 сентября 2011 года — основная), детский сад № 8, дом культуры, фельдшерско-акушерский пункт, буддийский дацан, почтовое отделение, администрация сельского поселения, отделение ООО «Катаевское».
Улицы села: Центральная, Заречная, Клубная, Короткая, Междуречная, Набережная, Нагорная, Новая, Подгорная, Складская.